# King Country Rugby
King Country es una selección provincial de Nueva Zelanda que representa a la King Country Rugby Football Union de la ciudad de Taupo en competencias domésticas de rugby.
Desde el año 2006 participa en el Heartland Championship.
En el Super Rugby es representado por el equipo de Chiefs.

## Historia
Desde el año 1976 hasta el 2005 participó en el National Provincial Championship la principal competencia entre clubes provinciales de Nueva Zelanda, en la que logró un campeonato de segunda división.
Desde el año 2006 ingresa al Heartland Championship, en la que ha logrado una Lochore Cup en 2015.
Ha logrado victoria sobre los seleccionados de Fiyi y Tonga.

## Palmarés

### Segunda División (1)
- Segunda División del NPC (1): 1991

### Heartland Championship
- Lochore Cup (2): 2015, 2024

## All Blacks
- Kevin Boroevich
- Ronald Bryers
- Phil Coffin
- Jack McLean
- Sir Colin Meads
- Stanley Meads
- Bill Phillips
- Graham Whiting